# Sarcòfags medievals de Claret
Els Sarcòfags medievals de Claret són unes tombes al nucli de Claret, del municipi de Torà (Solsonès), incloses a l'Inventari del Patrimoni Arquitectònic de Catalunya.

## Descripció
Conjunt de tres sarcòfags o osseres medievals, localitzats en l'antic fossar de Claret, davant mateix de la capçalera de Santa Maria. Els tres sarcòfags de pedra del país (sauló), consten de vas i tapa i mostren diferents nivells escultòrics. Segons Antoni Bach, aquests sarcòfags podien haver pertangut als senyors feudals de Claret.
La primera ossera, la més petita de les tres, presenta una decoració a base de motius florals, inscrits en cercles. A l'exterior hi ha una orla que recorre els quatre costats, formada per tres línies de punts, en la cara principal, i una sola, en les laterals. La tapadora té forma de prisma irregular i presenta una decoració a base de creus en relleu i flors de vuit pètals. Aquesta ossera és l'única que s'inscriu dins la tipologia pròpia del romànic, és a dir, abans de 1300.

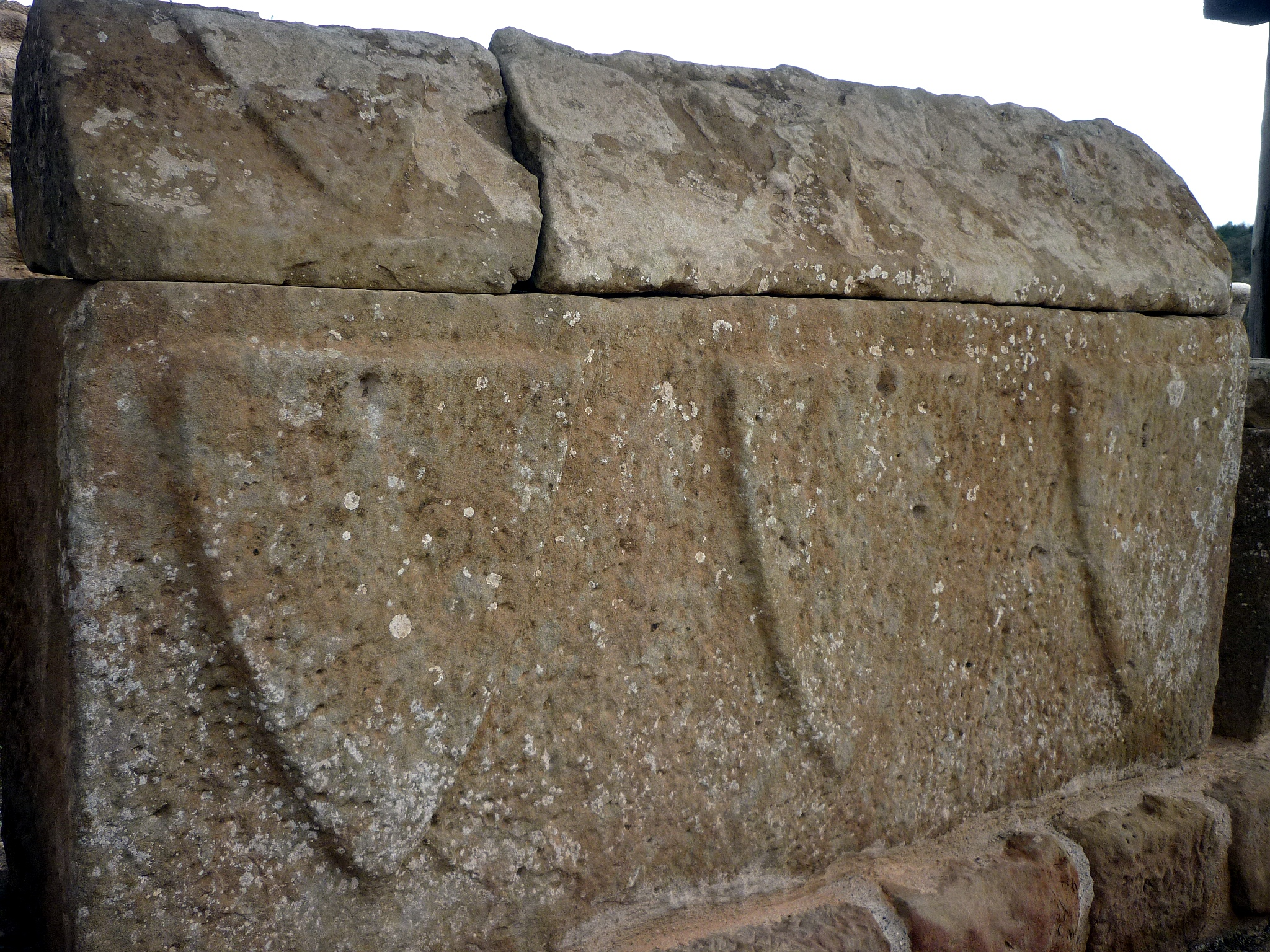
La segona ossera

La segona ossera, la més espectacular quant a dimensions, presenta en les cares principals, una decoració a base de tres escuts en relleu, de tipus triangular curvilini, amb el camper buit. La tapa, en forma de prisma triangular, també presenta els mateixos escuts. La seva factura, podria correspondre a una obra dels segles XIV o XV.
La tercera ossera presenta una decoració a base de creus llatines incises. La tapadora té la particularitat de ser plana i no mostra cap mena de decoració. Tot i que per alguns elements, ens podria remetre a un origen romànic, resulta difícil determinar l'època en què va ser esculpida.
Originàriament les osseres estaven situades entre les pedres del mur de ponent del fossar. No obstant això, unes obres actuals han modificat l'aparença del fossar i canviat l'emplaçament de les osseres. Les obres han consistit en moure uns centímetres la paret perimetral de ponent, ampliant el carrer d'accés al poble; la incorporació d'unes escales, per superar el desnivell elevat, que suposava el fossar i l'arranjament del terra amb lloses planes i grava. Al centre hi ha situats els tres sarcòfags, sobre uns podis, coberts amb una estructura de fusta i teula catalana a doble vessant, per tal de donar-los una mínima salvaguarda de les inclemències del temps i una millor visibilitat al conjunt.
La memòria popular parla d'una quarta ossera que va ser venuda a mitjan segle XX i actualment no se sap on es troba.